# Zespół Szkoły Podstawowej i Przedszkola Samorządowego im. Króla Władysława Jagiełły w Jagielle
Zespół Szkoły Podstawowej i Przedszkola Samorządowego im. Władysława Jagiełły w Jagielle – zespół szkół w województwie Podkarpackim, w gminie Tryńcza

## Historia
Początki szkolnictwa w Jagielle są wzmiankowane na lata 1882–1893 jako szkoła niezreorganizowana, a jej nauczycielem był Jakub Chmura. Szkoły wiejskie były tylko męskie, a od 1890 roku były mieszane (koedukacyjne). W latach 1894–1903 jest brak wzmianki o istnieniu szkoły. 
7 grudnia 1903 roku orzeczeniem C. k. Rady szkolnej krajowej zorganizowano 1-klasową szkołę w Jagielle.
Od 1904 roku nauczycielem był Józef Dryla. Szkoła od 1906 roku posiadała nauczycieli pomocniczych, którymi byli: Kazimiera Burzyńska (1906–1907), Teresa Żugajówna (1908–1910), Teresa Drylowa (1910–1920), Marian Nawojski (1911–1912), Józef Jędryjas (1911–1916), Emilia Łańcucka (1922–1930), Stefania Szuperska (1923–?.), Cecylia Świtalska, Władysława Ludwiczk (1923–?.), Tomasz Szerszeń (1945–1947), Józefa Nawrocka, Anastazja Jarmułtowicz. 
W 1912 roku C. k. Rada Szkolna krajowa przekształciła szkołę w 2-klasową
W 1964 roku wybudowano nowy budynek szkolny i szkoła była 8-letnia. 12 kwietnia 1996 roku wmurowano tablicę pamiątkową pamięci kierownika Józefa Łańcuckiego, który w 1940 roku zginął w Charkowie. W 1999 roku na mocy reformy oświaty zmieniono szkołę na 6-letnią. W 2005 roku utworzono Zespół Szkoły Podstawowej i Przedszkola Samorządowego. 14 października 2010 roku zespół otrzymał imię króla Władysława Jagiełły. W 2017 roku na mocy reformy oświaty przywrócono 8-letnią szkołę podstawową.
Nauczyciele kierujący:
1882–1893. Jakub Chmura.
1904–1905. Józef Dryla.
1905–1906. Kazimiera Burzyńska.
1906–1921. Józef Dryla.
1921–1930. Józef Łańcucki.
1930– ?. Szymon Kogut.
? –1945. Józef Dryla.
1945–1948. Szymon Kogut.
1948– ?. Władysława Ludwiżanka.

## Znani absolwenci
- ks. prał. Franciszek Woś (1914–2009) – duchowny diecezji przemyskiej, działacz Armii Krajowej.
- o. Martynian Wojciech Darzycki (1918–2009) – bernardyn, posługujący na Kresach Wschodnich i Ukrainie, więziony przez władze Sowieckie.